# Аль-Рашид (стадион)
Аль-Рашид (араб. استاد راشد‎) — многофункциональный стадион в Дубае, Объединенные Арабские Эмираты. В настоящее время он используется в основном для футбольных и регбийных матчей. Стадион вмещает около 18 000 зрителей. Аль-Рашид был построен в 1948 году и реконструирован и увеличен в 2000 году до нынешней вместимости. Он служит домашней ареной для футбольного клуба «Аль-Ахли»
Стадион Аль-Рашид принимал ряд матчей чемпионата мира по футболу среди молодёжных команд в 2003 году и чемпионата мира по футболу среди юношеских команд в 2013 году. Кроме того арена принимал у себя несколько игр товарищеского турнира Dubai Challenge Cup, проводимого с 2007 года, с участием именитых европейских клубов.
В 2009, 2011 и 2012 годах это соревнование состояло из одного матча, проводимого на стадионе Аль-Рашид. Во всех трёх победил итальянский «Милан», а его соперниками соответственно были немецкий «Гамбург», местный «Аль-Ахли» и французский ПСЖ.